# JUVE Verlag für juristische Information
Der JUVE Verlag für juristische Informationen ist ein Presseverlag, der in eigenen Zeitschriften und Handbüchern sowie auf seinen Websites über den Rechts-, Steuer- und Patentmarkt für Kanzleien, Beratungsgesellschaften, Unternehmen, Justiz und Verwaltung berichtet. Im Februar 2016 wurde der Verlag rückwirkend zum Jahresanfang vom NWB Verlag aus Herne übernommen.

## Publikationen
Seit 1998 berichtet der Verlag regelmäßig über Anwaltskanzleien, die wirtschaftsberatend in Deutschland tätig sind. Herausgegeben werden ein wöchentlicher E-Mail-Newsletter, die monatlich erscheinende Zeitschrift „JUVE Rechtsmarkt“ sowie das jährliche „JUVE Handbuch Wirtschaftskanzleien“.  Hinzu kommen Nachrichten zu Kanzleien, Verfahren und Deals auf der Homepage des Verlags.
Für Nachwuchsjuristen, die sich noch im Studium oder im Referendariat befinden, bringt der Verlag außerdem die Zeitschrift „azur“ heraus, in der über Karrierechancen für Anwälte und Alternativen zum Anwaltsberuf berichtet wird, sowie die jährlich erscheinende Ausgabe azur100, in der 100 Arbeitgeber für Juristen porträtiert werden.
Seit September 2012 erscheint im Zweimonatstakt das „JUVE Magazin für Wirtschaftsjuristen“ in Österreich. „JUVE Steuermarkt“ berichtet auf einer Website sowie in regelmäßig erscheinenden Print-Sonderausgaben seit Anfang 2017 über den Steuerberatungsmarkt. Im Dezember 2018 erschien „JUVE Patent“, eine englischsprachige Online-Plattform mit täglicher Berichterstattung über den europäischen Patentmarkt.

### Rechtsstreit
Gegen den Verlag wurde 1999 von zwei in München ansässigen Anwälten Klage eingereicht. Die Klage lautete dahingehend, dass die im JUVE Handbuch Wirtschaftskanzleien enthaltenen Ranglisten, welche keiner objektiven Bemessungsgrundlage zu Grunde liegen, den Leistungswettbewerb beeinträchtigten und als getarnte Wirtschaftswerbung angesehen werden können. Das Oberlandesgericht München gab in Berufung der Klage statt. Daraufhin, da der Bundesgerichtshof die Revision verneinte, legte der Verlag Verfassungsbeschwerde per Eilantrag beim Bundesverfassungsgericht ein. Dieser wurde aufgrund der neuen Bemessungsgrundlagen der Ranglisten für die 5. Auflage des Handbuches am 1. August 2002 stattgegeben.

## JUVE Awards
Der Verlag verleiht einmal im Jahr in verschiedenen Kategorien die JUVE Awards an Kanzleien und Rechtsabteilungen von Unternehmen. Die Nominierungs- und Vergabekriterien werden dabei nicht offengelegt. Gleichzeitig erhalten von der Jury ausgewählte Hilfsorganisationen – 2015 etwa die Flüchtlingspaten Syrien – eine aus dem Auditorium der Nominierten anstelle von Teilnahmegebühren entrichtete Spendensumme.